# Calibri

Calibri

Calibri (/kəˈliːbri/) je proprietární humanistický bezpatkový typ písma navržený Lucasem de Grootem v letech 2002-2004. Písma jsou obecně patentově chráněná až 15 let v USA a 25 let v EU. V Microsoft Office roku 2007 nahradil již volně dostupný Times New Roman jako výchozí typ písma ve Wordu a nahradil Arial jako výchozí typ písma v PowerPointu, Excelu, Outlooku a WordPadu. Dále je výchozím pro Microsoft Office 2010 až 2021 a je výchozím písmem v Office pro Mac od 2016. De Groot popsal jeho lehce zaoblený tvar tak, že písmo má „vřelý a jemný charakter“. Roku 2013 vydal Google kompatibilní písmo Carlito, které je ale licencováno zdarma. Roku 2023 oznámil Microsoft, že Calibri nahradí proprietární písmo Aptos (dříve zvané Bierstadt), které roku 2021 navrhl Steve Matteson.
Calibri je součást sbírky písma ClearType, což je sada písem od různých designérů, která byla vydána s Windows Vista. Všechna mají počáteční písmeno názvu C – to odkazuje na vytvoření designu písma tak, aby dobře pracoval s textovým interpretačním systémem Cleartype od Microsoftu, což je interpretační program navržený tak, aby text na LCD monitorech vypadal zřetelně. Ostatní druhy písma ze stejné skupiny jsou Cambria, Candara, Consolas, Constantia a Corbel.

## Charakteristika
Písmo má lehce zaoblené rysy, které jsou viditelné ve větší velikosti. Jeho kurzíva obsahuje kaligrafické vlivy, které jsou u moderních druhů písma běžné.
Tento druh písma obsahuje rysy písma latinského, latinského rozšířeného, řeckého a cyrilice.
Protože bylo Calibri vytvořeno s použitím propracovaného formátování OpenType, obsahuje široký výběr ligatur, vysoké i skákavé číslice a indexy (čísla uzavřená v kruhu) do dvaceti.
Některé rysy v Calibri zůstávají nepodporované Officem, včetně horního a dolního indexu a schopnosti vytvořit libovolný zlomek. Tyto funkce mohou být zpřístupněny použitím programu InDesign.